# Ухловица (село)
Ухловица (болг. Ухловица) — село в Болгарии. Находится в Смолянской области, входит в общину Смолян. Население составляет 8 человек. Ухловица расположена на реке Арда в Родопах, на дороге в деревню Черешово.
Близ деревни (в 3 км от села Могилица) расположена открытая в 1967 году одноимённая пещера.

## Политическая ситуация
В местном кметстве Могилица, в состав которого входит Ухловица, должность кмета (старосты) исполняет Митко Минчев Чочев (Болгарская социалистическая партия (БСП)) по результатам выборов правления кметства в 2011 году и в 2007 году.